# Hemitriakis falcata
Hemitriakis falcata — акула з роду Hemitriakis родини Куницеві акули. Інша назва «супова серпоплавцева акула».

## Опис
Загальна довжина досягає 77,3 см. Зовнішністю схожа на Hemitriakis abdita. Голова велика, витягнута. Морда помірного розміру. Очі великі, овальні, з мигальною перетинкою. За ними розташовані невеличкі бризкальця. Під очима є щічні горбики. Носові клапани чітко виражені. Рот невеликий, зігнутий. Зуби дрібні, з притупленими верхівками, розташовані щільними рядками. У неї 5 пар зябрових щілин. Тулуб стрункий, подовжений. Від Hemitriakis abdita відрізняється кількістю хребців в осьовому хребті. Усі плавці серпоподібні. Грудні плавці розвинені, менш довгі ніж у Hemitriakis abdita. Має 2 спинних плавця, з яких передній значно більше за задній. Водночас задній доволі великий плавець як для представника родини куницевих. Передній спинний плавець розташовано за грудними плавцями. Черевні плавці маленькі. Анальний плавець поступається розміром задньому спинному плавцю. Хвостовий плавець гетероцеркальний.
Забарвлення сіре з коричневим відтінком. Черево світліше за спину.

## Спосіб життя
Тримається на глибині 146—197 м. Здатна утворювати невеличкі групи. Полює біля дна, є бентофагом. Живиться ракоподібними, молюсками, переважно головоногими, дрібною костистою рибою.
Це яйцеживородна акула. Самиця народжує до 20 акуленят завдовжки 20-25 см.
Не є об'єктом промислового вилову.
Загрози для людини не становить.

## Розповсюдження
Мешкає в невеличкому ареалі біля північно-західних берегів Австралії.